# 2-(2-amino-ethylamino-)ethanol
2-(2-amino-ethylamino-)ethanol is een chemische verbinding uit de groep van de alkanolaminen, dit zijn verbindingen die zowel amine- als hydroxylgroepen bezitten. De stof is ook bekend onder de naam amino-ethylethanolamine of AEEA. Het is een kleurloze tot gele, wateraantrekkende vloeistof met de kenmerkende geur van amines. Ze is mengbaar in water, waarin ze een sterk alkalische oplossing vormt.

## Synthese
2-(2-amino-ethylamino-)ethanol kan onder andere bekomen worden door ethyleendiamine te ethoxyleren (reactie met etheenoxide). Een andere productiemethode is de reactie van mono-ethanolamine met ammoniak en waterstof, gebruik makend van gepaste katalysatoren die de vorming van cyclische amines onderdrukken en die van niet-cyclische amines bevorderen.

## Toepassingen
2-(2-amino-ethylamino-)ethanol is een geschikt reagens voor de synthese van andere stoffen, zoals oppervlakteactieve stoffen die onder meer in cosmetica, shampoo of detergenten worden gebruikt, brandstofadditieven, papierchemicaliën, verfadditieven en cheleermiddelen.

## Toxicologie en veiligheid
De stof werkt corrosief op de ogen en de ademhalingsorganen; inademing van damp of nevel kan ademnood en longoedeem veroorzaken. Contact van de stof met de huid kan deze overgevoelig maken en een eczeemachtige huidaandoening veroorzaken.
Bij dierproeven is gebleken dat de stof effecten kan hebben op de voortplanting en de ontwikkeling van het ongeboren kind.